# Castelmoron-d’Albret
Castelmoron-d’Albret település Franciaországban, Gironde megyében. Lakosainak száma 51 fő (2022. január 1.). Castelmoron-d’Albret Caumont, Rimons és Saint-Martin-du-Puy községekkel határos.

## Népesség
A település népességének változása:
| Lakosok száma | 82   | 62   | 64   | 57   | 52   | 52   | 53   | 53   | 53   | 51   |
|               | 1968 | 1982 | 1990 | 2006 | 2013 | 2015 | 2017 | 2019 | 2020 | 2022 |